# Nhi
Nhi (Nhị) ist ein vietnamesischer weiblicher Vorname.
Der Name bedeutet "Kleine".
Nhị hieß eine der Trưng-Schwestern, die in Vietnam als Nationalheldinnen gelten. Sie lehnten sich im Jahre 40 erfolgreich gegen die chinesische Herrschaft auf. Nach der Niederschlagung der Revolte im Jahr 43 wurden sie entweder getötet oder begingen Suizid.